# یادبود سید جمال
بنای یادبود سید جمال مربوط به دوره معاصر است و در اسدآباد، جنب امامزاده سیدان، زادگاه سید جمال الدین اسدآبادی واقع شده و این اثر در تاریخ ۱۵ دی ۱۳۸۷ با شمارهٔ ثبت ۲۴۳۳۳ به‌عنوان یکی از آثار ملی ایران به ثبت رسیده است.